# 3-硝基苯甲酸
3-硝基苯甲酸是一种有机化合物，化学式为C7H5NO4，它是苯甲酸苯环间位上的氢被硝基取代的产物，是硝基苯甲酸的同分异构体之一。

## 制备
3-硝基苯甲酸可由苯甲酸在较低温度下的硝化反应制备，其副产物为2-硝基苯甲酸（20%）和4-硝基苯甲酸（1.5%）。苯甲酸甲酯硝化后水解也可得到3-硝基苯甲酸，但产率较低。
其它制备方法还包括3-硝基苯甲醇、3-硝基苯甲醛或3-硝基甲苯的氧化反应及3-硝基苯甲腈的水解反应。

## 反应
3-硝基苯甲酸具有酸的通性，如和氢氧化钾反应，得到3-硝基苯甲酸钾。
3-硝基苯甲酸和氯化亚砜回流反应，得到3-硝基苯甲酰氯。它和甲醇在酸催化下反应，得到3-硝基苯甲酸甲酯。它被还原剂（如氢等）还原，可以得到3-氨基苯甲酸。